# Khrani menja, moj talisman
Khrani menja, moj talisman (russisk: Храни меня, мой талисман, da.: Beskyt mig, min talisman) er en sovjetisk spillefilm fra 1986 instrueret af Roman Balajan.
Filmen deltog i konkurrencen ved Filmfestivalen i Venedig i 1986. Ved den internationale filmfestival i Istanbul i 1987 modtog filmen prisen "Den gyldne tulipan".

## Handling
Filmen er et trekantsdrama med deltagelse af journalisten Aleksej, hans hustru Tatjana og den tredje part, Klimov, som Tatjana finder interesse i.
Den grove Klimov presser sig ind i familien, og ydmyger Aleksej, der udfordrer Klimon til en duel.

## Medvirkende
- Oleg Jankovskij som Aleksej Petrovitj Dmitriev
- Aleksandr Abdulov som Anatolij Klimov
- Tatjana Drubitj som Tanja
- Aleksandr Zbrujev som Dmitrij
- Aleksandr Adabasjan som Dardye
- Mikhail Kozakov, som Bulat Okudzjava